# Arise & Conquer
Arise & Conquer – trzeci album studyjny zespołu War of Ages. Album został wydany 22 lipca 2008 za pośrednictwem wytwórni Facedown Records. Album wyprodukował Tim Lambesis z As I Lay Dying. Zespół wydał jednominutowy klip "Sleep Of Prisoners" na MySpace, jak również piosenkę "Through the Flames".

## Spis utworów
1. "All Consuming Fire" 	4:14
2. "When Faith Turns To Ashes" 	1:52
3. "Through The Flames" 	4:18
4. "Salvation" 	3:29
5. "Sleep Of Prisoners" 	4:00
6. "Wages Of Sin" 	4:23
7. "Yet Another Fallen Eve" 	3:45
8. "Generational Curse" 	2:47
9. "The Awakening" 	3:59
10. "The Deception Of Strongholds" 	4:06